# Javier Navarrete
Javier Navarrete (Teruel, 9 de mayo de 1956) es un compositor de cine español.

## Biografía
Nacido en Teruel, el 9 de mayo de 1956, a los 19 años se trasladó a Barcelona. Ha colaborado en las dos películas de terror de Guillermo del Toro relacionadas con la guerra civil española, El espinazo del diablo y El laberinto del fauno. Con esta última, protagonizada por Ivana Baquero, Sergi López y Maribel Verdú, fue nominado a los Premios Goya y a los Oscar en 2006, además de ganar el Premio Ariel. En 2012 consigue el Premio Emmy por su trabajo en el telefilm "Hemingway & Gellhorn", protagonizado por Clive Owen y Nicole Kidman.
Navarrete inició el salto que ahora le lleva a Los Ángeles en Barcelona, hace treinta años. Y lo inició en un ámbito musical muy particular, el de la música electrónica, con compositores vinculados a la Fundación Phonos, como Eduardo Polonio o Gabriel Brncic, su maestro. Carles Santos también fue una influencia temprana. "Estuve años haciendo música electrónica con un criterio de montador de sonidos -precisa Navarrete-; y luego pasé a hacer música electrónica minimalista, escribiendo partituras. Ese paso me marcó. Pero nunca, ni en mi época electrónica radical, creí estar haciendo experimentos. La experimentación no existe. Lo que yo quería era lograr músicas susceptibles de ser escuchadas. Igual que ahora".

## Filmografía
- Sonido de libertad (2023)
- La viuda (2018)
- Byzantium (2012)
- Wrath of the Titans (2012)
- The Laundry Warrior (2009)
- Cracks (2009)
- Inkheart (2009)
- Fireflies in the garden (2008)
- Mirrors (2008)
- El laberinto del fauno (2006)
- La máquina de bailar (2006)
- Yo, puta (2004)
- El punto sobre la i (2003)
- Sara (2003)
- Platillos volantes (2003)
- Náufragos (2002)
- Trece campanadas (2002)
- El espinazo del diablo (2000)
- El mar (2000)
- Me llamo Sara (1999)
- 99.9 (1997)
- Andrea (1995)
- Susanna (1995)
- Manila (1991)
- A mi me gusta el porno (1990)

## Premios y distinciones
Premios Óscar
| Año  | Categoría          | Película               | Resultado |
| ---- | ------------------ | ---------------------- | --------- |
| 2007 | Mejor banda sonora | El laberinto del fauno | Nominado  |